# Hijas del Sol
Hijas del Sol (uit het Spaans: "Dochters van de Zon") is een zangduo uit Equatoriaal-Guinea, bestaande uit Piruchi Apo Botupá en Paloma Loribo Apo. Piruchi is de tante van Paloma. Zij hebben een karakteristieke, scherpe tweestemmige zang. Zij zingen in het Bubi en in het Spaans, en hebben redelijke bekendheid verworven in het circuit van de wereldmuziek.

## Biografie
Piruchi en Paloma zijn geboren op het eiland Bioko. Zij komen uit een familie van artiesten. Zij zongen beiden al apart, en hadden al een plaatselijke Compact cassette opgenomen. In 1992 namen ze in hun land deel aan een festival in het Centro Cultural Hispano Guineano ("Spaans-Guinees Cultureel Centrum"), waar ze de prijs wonnen voor het beste lied en voor de beste choreografie. In datzelfde jaar vlogen ze naar Spanje. Daar deden ze mee aan het festival van de tv-zender Organización de Televisión Iberoamericana. Ook zongen ze dagelijks in de Equatoriaal-Guinese stand op de Wereldtentoonstelling van Sevilla.
Terug in hun land kregen ze al snel hun eerste platencontract en namen hun eerste albums op: Sibèba, Kottó en Kchaba. Ze werkten samen met verschillende artiesten: Rita Marley, Rosana, Mano Negra, Capercaille, João Afonso, Missión Hispana en Mestisay. Hun cd's zijn in Europa en Noord-Amerika te verkrijgen. Ook hebben ze op verschillende festivals gezongen. Verder acteerden zij in de film Pecata Minuta van Ramón Barra. In 2000 ontvingen zij de Prijs van de Stad Madrid voor Populaire Muziek voor hun album Kchaba.

## Discografie
- 1995: Sibèba
- 1997: Kottó
- 2000: Kchaba
- 2001: Pasaporte Mundial
- 2003: Colores del Amor